# Ravenna (tỉnh)
Tỉnh Ravenna (Tiếng Ý: Provincia di Ravenna) là một tỉnh ở vùng Emilia-Romagna của Ý. Tỉnh lỵ là thành phố Ravenna.
Tỉnh này có diện tích 1.858 km², tổng dân số là 365.369 người (2005). Có 18 đô thị (danh từ số ít tiếng Ý:comune) ở trong tỉnh này  Lưu trữ ngày 7 tháng 8 năm 2007 tại Wayback Machine. Tại thời điểm ngày 31 tháng 5 năm 2005, các đô thị chính xếp theo dân số là:
| Đô thị           | Dân số  |
| ---------------- | ------- |
| Ravenna          | 147.654 |
| Faenza           | 54.900  |
| Lugo             | 31.902  |
| Cervia           | 26.892  |
| Bagnacavallo     | 16.152  |
| Alfonsine        | 11.754  |
| Russi            | 10.787  |
| Conselice        | 9.284   |
| Massa Lombarda   | 9.228   |
| Castel Bolognese | 8.728   |
| Fusignano        | 7.976   |
| Brisighella      | 7.697   |
| Cotignola        | 6.974   |
| Riolo Terme      | 5.460   |